# بلاها ۲۲۴۴۲
سیارک ۲۲۴۴۲ (به انگلیسی: 22442 Blaha، نامگذاری:1996TM9) بیست و دو هزار و چهارصد و چهل و دومین سیارک کشف شده‌است که در ۱۴ اکتبر ۱۹۹۶ کشف شد.
قدر مطلق سیارک برابر ۸.۵ است.